# Valentina Vasil'eva
Valentina Vasil'eva (in russo Валентина Васильева?; Šuja, 1707 – Šuja, 1782) è stata una contadina russa, nota per essere, secondo il Guinness dei primati, la donna ad aver partorito il maggior numero di figli nella storia, ben 69.

## Biografia
Valentina nacque nel 1707 a Šuja, nel Regno russo, da Rudolph Bauer (nato nel 1690) e sua moglie Anna (nata nel 1691). In giovane età sposò Fëdor Vasil'ev, un contadino russo del luogo.
Secondo le testimonianze letterarie, fra il 1725 e il 1765 Valentina partorì ventisette volte: ebbe sedici parti gemellari, sette trigemellari e quattro quadrigemellari, per un totale di 69 figli, tutti sopravvissuti ad eccezione di una coppia di gemelli. Ciò significa che Valentina sarebbe stata incinta, come minimo, per un totale di 18 anni su 40. Tuttavia, non sono note né l'identità né le date di nascita e morte di nessuno di questi figli. Valentina morì nel 1782 nello stesso luogo dov'era nata e che non lasciò mai.
Dopo la sua morte, suo marito si risposò ed ebbe altri 18 figli, di cui 17 sopravvissuti: la sua seconda moglie, il cui nome è ignoto, portò a termine otto gravidanze, che produssero sei coppie di gemelli e due trigemini.

## Controversia sull'autenticità del caso
Malgrado il Guinness dei primati abbia certificato le nascite, molti in ambito medico hanno dubitato della veridicità della storia, considerando il totale dei figli, il tasso di sopravvivenza, il numero di parti multipli e le condizioni mediche della Russia contadina del XVIII secolo, dove il tasso di morte infantile fluttuava fra il 25 e il 50%.
James Segars, della Johns Hopkins University, ha dichiarato: "In passato, ogni gravidanza era un rischio per madre e figlio, col rischio che aumentava a ogni parto. Perfino oggi, se una donna partorisse quattro gemelli, non posso assicurare che sopravvivrebbero tutti". Jonathan Tilly, della Northeastern University, dubita anche del numero di gravidanze multiple: "Se anche solo le sedici nascite gemellari fossero confermate come vere, sarei stupefatto".
Marie Clay dedicò uno studio alla questione, rilevando che un tentativo di indagine del 1878 da parte dell'Accademia francese delle scienze fu bloccato dal governo russo, che impedì il contatto coi discendenti presunti dei Vasil'ev.

## Presunte fotografie

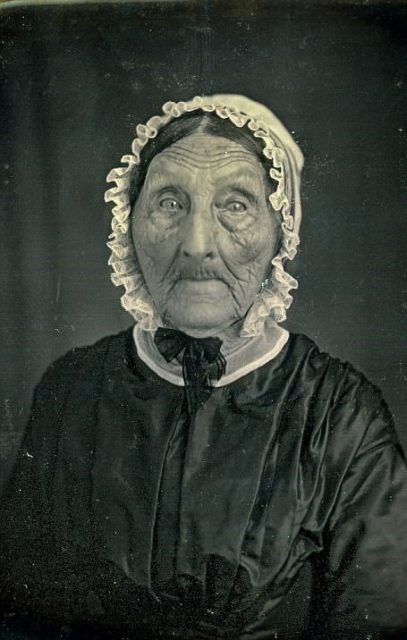
Foto di donna sconosciuta, 1840, associata a Valentina Vasil'eva

Quando la storia di Valentina venne diffusa su internet, venne accompagnata da un presunto ritratto fotografico, che in realtà risale al 1840 e fu scattato a New York, senza contare che la prima fotografia nota risale al 1826, quarant'anni dopo la morte di Valentina.

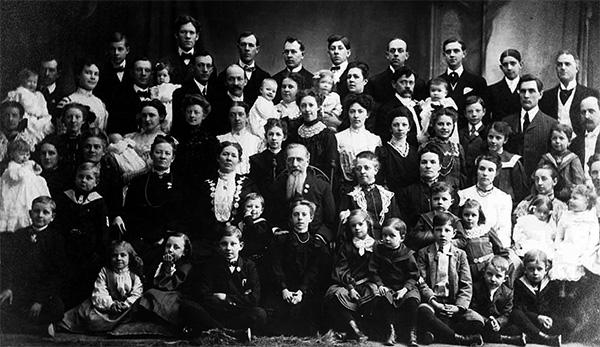
Foto della famiglia di Joseph F. Smith (1904), erroneamente associata ai Vasil'eva

Una seconda foto che mostra un numeroso gruppo di persone ha cominciato a circolare su internet nel 2012, sostenendo che rappresentava i Vasil'ev e i loro numerosi figli, ma è stato dimostrato che il soggetto della foto è invece Joseph F. Smith, sesto leader della Chiesa di Gesù Cristo dei Santi degli Ultimi Giorni, con le sue mogli e i suoi quarantotto figli.